# SDガンダム SD戦国伝3 地上最強編
『SDガンダム SD戦国伝3 地上最強編』（エスディーガンダム エスディーせんごくでん3 ちじょうさいきょうへん）は、1992年9月4日にバンダイから発売されたゲームボーイ用ウォー・シミュレーションゲーム。

## 概要
武者ガンダムシリーズの『新SD戦国伝 地上最強編』を題材としている。 原作同様4部構成となっており、基本的なシステムは前作『SD戦国伝2 天下統一編』と同じだが、ボス戦に限り横アクションの戦闘シーンとなっている。ボス戦では、どちらかのHPが無くなるまで継続し、戦艦ユニットで戦闘した場合は弾切れを起こした時に移動以外何もできなくなってしまう。尚、クリア時間によって、エンディングが3段階に変化する。

## ストーリー
各々の国を悪の魔の手から救った勇者たちが黒守暴隠（クロスボーン）島に集結。白龍頑駄無（ハクリュウガンダム）、衛府弓銃壱（エフキュウジュウイチ）、阿修羅頑駄無（アシュラガンダム）を筆頭とする九人の武者たちが、真の敵を倒すため、史上最大の戦いを繰り広げる。